# Lưu Kim Phụng
Lưu Kim Phụng (* 1. September 1996) ist eine vietnamesische Sprinterin.

## Sportliche Laufbahn
Erste internationale Erfahrungen sammelte Lưu Kim Phụng bei den Südostasienspielen 2015 in Singapur, bei denen sie im 100-Meter-Lauf Rang sechs erreichte und mit der vietnamesischen 4-mal-100-Meter-Staffel die Silbermedaille gewann. 2018 nahm sie erstmals an den Asienspielen in Jakarta teil und belegte dort mit der Staffel in 45,42 s den siebten Platz.
2017 und 2019 wurde Lưu Vietnamesische Meisterin mit der 4-mal-200-Meter-Staffel sowie 2019 auch in der 4-mal-Meter-Staffel.

## Persönliche Bestleistungen
- 100 Meter: 11,73 s (+0,0 m/s), 9. Juni 2015 in Singapur
- 200 Meter: 25,03 s, 9. August 2013 in Kiên Giang